# Lucie Strewe
Lucie Strewe, geborene Schotten (* 30. Juni 1887 in Hilders bei Fulda; † 16. Juli 1981 in Berlin-Zehlendorf) war eine deutsche Judenretterin.

## Leben

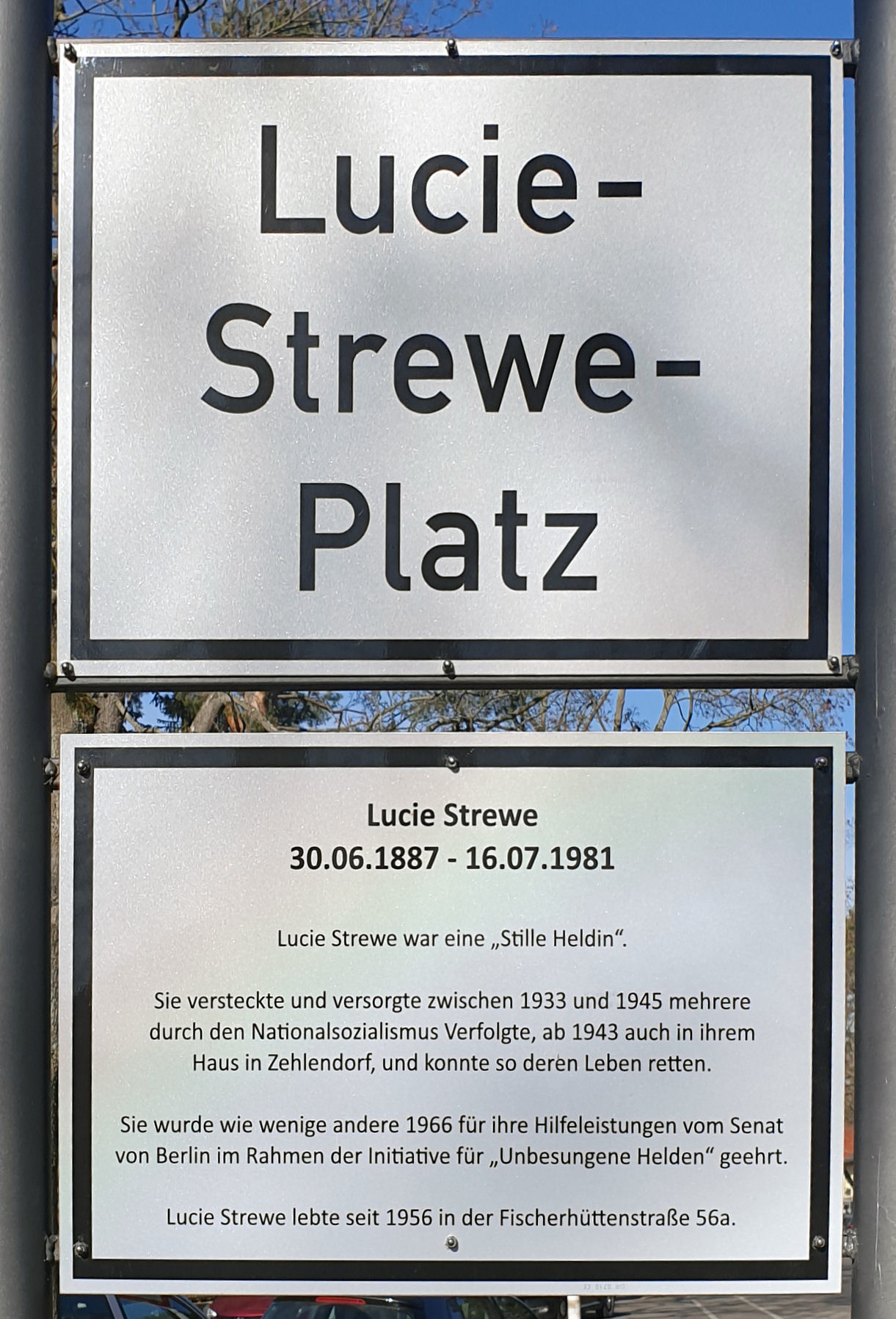
Lucie-Strewe-Platz, Berlin-Zehlendorf

Die Tochter eines Richters wuchs in Hilders bei Fulda auf und zog 1905 im Alter von 18 Jahren nach Frankfurt am Main. Dort schloss sie sich den Suffragetten und Frauenrechtlerinnen an. In Frankfurt lernte sie ihren Ehemann, den Chinaexperten und Redakteur der Deutschen Allgemeinen Zeitung (DAZ) Theodor M. Strewe, kennen, mit dem sie vorübergehend in die Schweiz zog, um ihn dort mit 20 Jahren zu heiraten. Das Ehepaar lebte rund 12 Jahre in China, wo auch die beiden gemeinsamen Söhne geboren wurden. Der Erste Weltkrieg erschütterte auch China, wo zudem ein Bürgerkrieg ausbrach. Westliche Ausländer waren nicht mehr sicher. Die Strewes mussten innerhalb weniger Tage fliehen; sie entkamen auf dem englischen Frachtschiff „Antilochus“. In Berlin-Zehlendorf kauften sie ein Haus.
Während der Zeit des Nationalsozialismus rettete Lucie Strewe – von ihrer Familie „Mucha“, in Widerstandskreisen „Lux“ genannt – mehrere Berliner Juden vor der Verfolgung und Ermordung durch die Nationalsozialisten. Sie gehörte zu einem Fluchthelferkreis, der die Ausreise organisierte und gefälschte Pässe besorgte. Lucie Strewe war keine Planerin, aber sie verpflegte die Betroffenen und sorgte für Unterkünfte, zum Teil auch in ihrem Bootshaus am Großen Wannsee und in der Familienwohnung. Darunter befand sich auch der ehemalige Warenhausleiter beim Tietz & Karstadt Konzern, Josef Scherek, dem Lucie Strewe Hilfe und Unterschlupf gewährte.

## Auszeichnungen und Ehrungen
Ihrer Enkelin Sunni Strewe zufolge schlug der Gerettete Scherek Lucie Strewe als Ehrenbürgerin Berlins vor, was ihr selbst jedoch peinlich gewesen sei. Lucie Strewe wurde am 19. April 1966 vom Berliner Senat im Rahmen der Initiative für „Unbesungene Helden“ ausgezeichnet. Am 17. Mai 2017 hat die Bezirksverordnetenversammlung Steglitz-Zehlendorf von Berlin beschlossen, einen Platz in Berlin-Zehlendorf in unmittelbarer Nähe ihres ehemaligen Wohnorts nach Lucie Strewe zu benennen.

## Stiftung
Im Jahre 2016 gründete die deutsche Geschichtswissenschaftlerin Uta Strewe gemeinsam mit ihrem Ehemann, dem Rechtsanwalt und stellvertretenden Mitglied des  Verfassungsgerichtshofs des Freistaats Sachsen, Stefan Ansgar Strewe, und weiteren Familienmitgliedern die Lucie Strewe Stiftung als eingetragenen Stiftungsverein.